# Villanueva del Campillo
Villanueva del Campillo é um município da Espanha na província de Ávila, comunidade autónoma de Castela e Leão, de área 46,01 km² com população de 175 habitantes (2004) e densidade populacional de 3,80 hab/km².

## Demografia
| Variação demográfica do município entre 1991 e 2004 | Variação demográfica do município entre 1991 e 2004 | Variação demográfica do município entre 1991 e 2004 | Variação demográfica do município entre 1991 e 2004 |
| --------------------------------------------------- | --------------------------------------------------- | --------------------------------------------------- | --------------------------------------------------- |
| 1991                                                | 1996                                                | 2001                                                | 2004                                                |
| 261                                                 | 225                                                 | 185                                                 | 175                                                 |